# Clayton Alderfer
Clayton Paul Alderfer, né le 1er septembre 1940 et mort le 30 octobre 2015, est un psychologue et consultant américain connu pour avoir fait des développements complémentaires à la pyramide des besoins de Maslow ainsi que pour ses contributions à l'étude des relations au sein d'un groupe.

## Biographie
Né à Sellersville, Pennsylvanie, Clayton Alderfer étudie la psychologie à l'université Yale où il obtient son diplôme en 1962 puis son doctorat en 1966. En 1977, il obtient une certification de l'American Board of Professional Psychology.
En 1966, il obtient une charge d'enseignement à l'université Cornell. En 1968, il est nommé à Yale en tant qu'enseignant-chercheur. En 1992, il prend la direction du département de psychologie organisationnelle de l'université Rutgers, où il travaille pendant 12 ans. Il crée une société de consultant.

## Théorisations

Théorie ERG.

Clayton Alderfer s'oppose à la pyramide des besoins de Maslow en catégorisant la hiérarchisation des besoins grâce à sa théorie « existence—relation—croissance »,. Dans les années 1980, Il propose également une théorie relative au fonctionnement des relations à l'intérieur d'un système.

## Publications
- Clayton Alderfer, An Empirical Test of a New Theory of Human Needs; Organizational Behaviour and Human Performance, vol. 4, 1969, 142–175 p., chap. 2.
- Clayton Alderfer, Existence, Relatedness, and Growth; Human Needs in Organizational Settings, New York, Free Press, 1972.
- Clayton Alderfer et L.D. Brown, Learning from changing, 1975, 47-56,129-141.
- Clayton Alderfer, A critique of Salancik and Pfeffer's examination of need-satisfaction theories, Administrative Science Quarterly, 1977, 22, 658-669.
- Clayton Alderfer, Improving organizational communication through long-term intergroup intervention, Journal of Applied Behavioral Science, 1977, 13, 193-210.
- Clayton Alderfer, The Methodology of Organizational Diagnosis, Professional Psychology, 1980, 11, 459-468.
- Clayton Alderfer, Consulting to Underbounded Systems, C. P. Alderfer and C. L. Cooper, Advances in Experiential Social Processes, 1980, 2, 267-295.
- Clayton Alderfer, An Intergroup Perspective on Group Dynamics, J. W. Lorsch, Handbook of Organizational Behavior, 1987, 190-222 p..
- Clayton Alderfer, The Five Laws of Group and Intergroup Dynamics, 2005.